# 上山口
上山口（かみやまぐち）は、埼玉県所沢市の大字。郵便番号359-1153。
本項では1889年（明治22年）の町村制施行時に同区域に存在した上山口村についても記す。

## 地理
所沢市内の西南部に位置し、山口地区に所属する。
面積は約2.074km2。
周辺の山口、勝楽寺、三ヶ島、北野南、小手指南および東京都東大和市多摩湖と隣接する。
西武狭山線の西武球場前駅周辺であり、ベルーナドームがある。もともとは狭山丘陵の農村であったが、隣の勝楽寺に人造湖の狭山湖が造られたのを契機に観光地へと変貌していった。とくに戦後の西武グループによる狭山スキー場や西武ライオンズ球場などの開発により、一帯が一大レジャーランドとなった。

### 地価
住宅地の地価は、2015年（平成27年）1月1日の公示地価によれば、上山口字後久保5002番7の地点で11万2000円/m2となっている。

## 歴史
- 1889年（明治22年）4月1日 - 町村制施行に伴い上山口村が発足。山口村、勝楽寺村と町村組合を結成し、山口組合村となる。
- 1902年（明治35年）6月1日 - 山口組合村3村が合併し、改めて山口村が発足。同村の村域となる。
- 1929年（昭和4年）5月1日 - 武蔵野鉄道山口線（現在の西武狭山線。現在の西武山口線とは別路線）が開業。
- 1943年（昭和18年）4月1日 - 山口村が所沢町・小手指村・富岡村・吾妻村・松井村と合併して所沢町大字上山口となる。
- 1944年（昭和19年）2月28日 - 山口線が営業休止。
- 1950年（昭和25年）11月3日 - 所沢町が市制施行して所沢市となる。
- 1951年（昭和26年）10月7日 - 山口線が改称し、西武狭山線として営業再開。同じ頃、ユネスコ村がオープンする。
- 1959年（昭和34年）12月22日 - 狭山スキー場開業。
- 1979年（昭和54年）
  - 3月25日 - 西武狭山線狭山湖駅を西武球場前駅に改称。
  - 4月14日 - 西武ライオンズ球場（現：ベルーナドーム）がオープン。

## 世帯数と人口
2017年（平成29年）9月30日現在の世帯数と人口は以下の通りである。
| 大字   | 世帯数    | 人口    |
| ------ | --------- | ------- |
| 上山口 | 2,017世帯 | 4,507人 |

## 小・中学校の学区
市立小・中学校に通う場合の学区（校区）は以下の通り
| 町丁   | 番・番地 | 小学校                         | 中学校               |
| ------ | -------- | ------------------------------ | -------------------- |
| 上山口 | 広域     | 所沢市立山口小学校（山口）     | 所沢市立上山口中学校 |
| 上山口 | 北東部   | 所沢市立椿峰小学校（小手指南） | 所沢市立上山口中学校 |

## 交通

### 鉄道路線
- 西武狭山線・西武山口線
  - 西武球場前駅

かつて存在した鉄道および鉄道駅
- 西武狭山線 - 上山口駅
- おとぎ電車（おとぎ線、現：山口線）[9] - ユネスコ村駅
- 羽村山口軽便鉄道 - 地内ではないが、付近に「6号トンネル」などの遺構が残る。

### 道路
- 埼玉県道・東京都道55号所沢武蔵村山立川線

交差点
- 「椿峰ニュータウン西」
- 「六斎堂」
- 「高橋」[10]
- 「西武ドーム」

バス
- 地内のバス停は「上山口」・「川辺公園」・「高橋」・「堀口」（市内循環ところバス南路線）
  - 「西武球場前」（西武球場前駅#バス路線参照）

## 施設

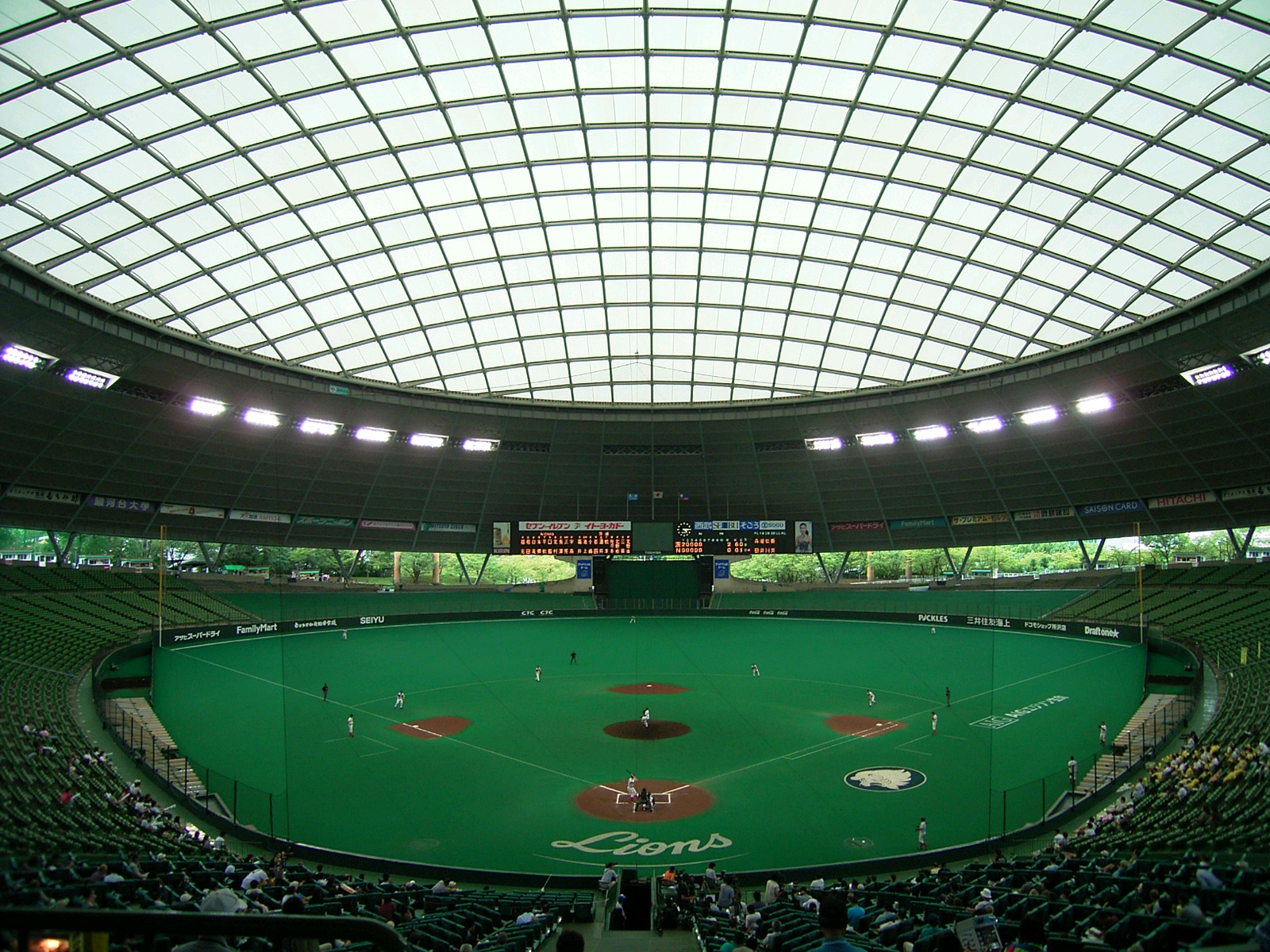
ベルーナドーム

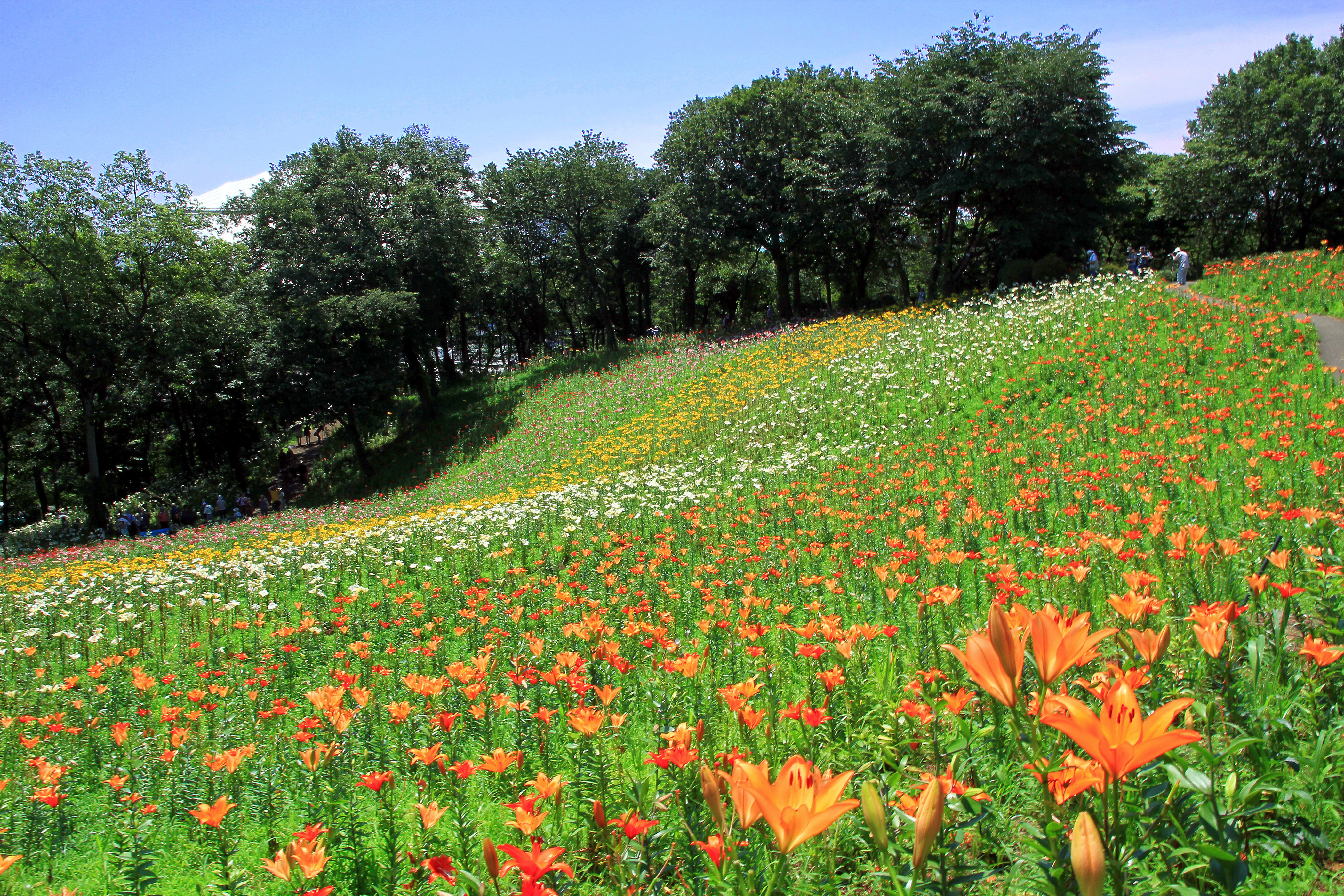
ところざわのゆり園

教育
- 所沢市立上山口中学校[* 1]
- 山口西保育園[12]。

公共
- 所沢警察署山口交番
- 狭山湖運動場[13]

商業
- ベルーナドーム - 埼玉西武ライオンズ本拠地
- CAR3219フィールド - 埼玉西武ライオンズ二軍本拠地[* 2]
- 若獅子寮 - 西武ライオンズ合宿所
- 西武ライオンズ本社
- 西武ドームテニスコート
- 狭山スキー場
- ところざわのゆり園
- 狭山湖畔霊園

寺社
- 堀口天満天神社
- 龍神社
- 狭山不動尊（狭山山不動寺）
- 山口観音（金乗院） - 朝鮮式銅鐘は所沢市指定文化財[15]。狭山三十三観音霊場第1番札所。
- 清照寺 - 真言宗豊山派
- 正智庵 - 臨済宗妙心寺派の堂宇。狭山三十三観音霊場第4番札所。

保全緑地
- トトロの森3号地
- 狭山丘陵いきものふれあいの里センター虫たちの森
- 上山口堀口天満天神社周辺緑地[16]

### かつて存在した施設
- ユネスコ村